# Chelsea Noble
Chelsea Noble (Buffalo, Nova Iorque, 4 de Dezembro de 1964) é uma atriz e ex-modelo estadunidense, mais conhecida por seu trabalho em Kirk como Elizabeth Waters e em Left Behind como Hattie Durham.

## Biografia

### Vida pessoal
Chelsea Noble na verdade se chama Nancy Mueller. Nascida em 4 de Dezembro de 1964, no mesmo dia em que Marisa Tomei nasceu, Nancy cresceu no nordeste dos Estados Unidos, ao lado dos pais, Fred e Irene Mueller, e de seu único irmão, David. Ainda trabalhando como modelo, namorou o astro de Full House, John Stamos por um curto período enquanto participava do programa.
Noble conheceu seu marido no set de gravações do seriado Growing Pains, então em sua última temporada, e em 20 de Julho de 1991 os dois se casaram. Em 2001 e 2003, nasceram os dois filhos biológicos do casal, Olivia Rose e James Thomas, respectivamente, mas, eles adotaram outros quatro, Jack, Isabella, Anna e Luke. Ambos também fundaram a Firefly Foundation que promove viagens para crianças com doenças terminais e suas famílias.

### Carreira
Noble começou sua carreira na telenovela diurna Days of Our Lives como Kristina Andropolous, porém, sua estada na trama não foi longa. Pouco depois, convites para participar de vários sitcoms foram surgindo, entre eles podemos destacar as séries de sucesso Who's the Boss?, Cheers e Full House.
Em 1991, a atriz estreou no cinema, com o filme Instant Karma como Penelope. Em 1991, Noble foi contratada para participar da série Growing Pains, após a controversa demissão de Julie McCullough, que, segundo o um episódio Child Star Confidential, foi demitida por ter posado para a Playboy. Neste programa, ela conheceria seu futuro marido, Kirk Cameron. Em 1995, ambos estrelaram o sitcom Kirk na The WB, ainda em seus primórdios, e com o relativo sucesso, o seriado foi renovado para a segunda temporada, porém, esta seria a última.
Mais recentemente, a atriz estrelou, também ao lado do marido, o filme de sucesso Left Behind, que conta a história de pessoas que foram "deixadas para trás" durante o arrebatamento. Em 2002 ela participou de Left Behind II: Tribulation Force, reprisando seu papel e em 2005, fez o mesmo no filme Left Behind: World at War.

## Filmografia

### Televisão
- 1997 - Seinfeld como Danielle
- 1996 - Kirk como Elizabeth Waters
- 1993 - Doogie Howser, M.D. como Rachel
- 1992 - Growing Pains como Katie MacDonald
- 1989 - Booker como Taryn McKay
- 1989 - Cheers como Laurie Marlowe
- 1989 - Who's the Boss? como Cynthia
- 1988 - Full House como Samantha
- 1988 - Days of Our Lives como Kristina Andropolous

### Cinema
- 2005 - Left Behind: World at War como Hattie Durham
- 2002 - Left Behind II: Tribulation Force como Hattie Durham
- 2000 - Lef Behind como Hattie Durham
- 1990 - Instant Karma como Penelope